# Alte Oberpostdirektion (Hamburg)

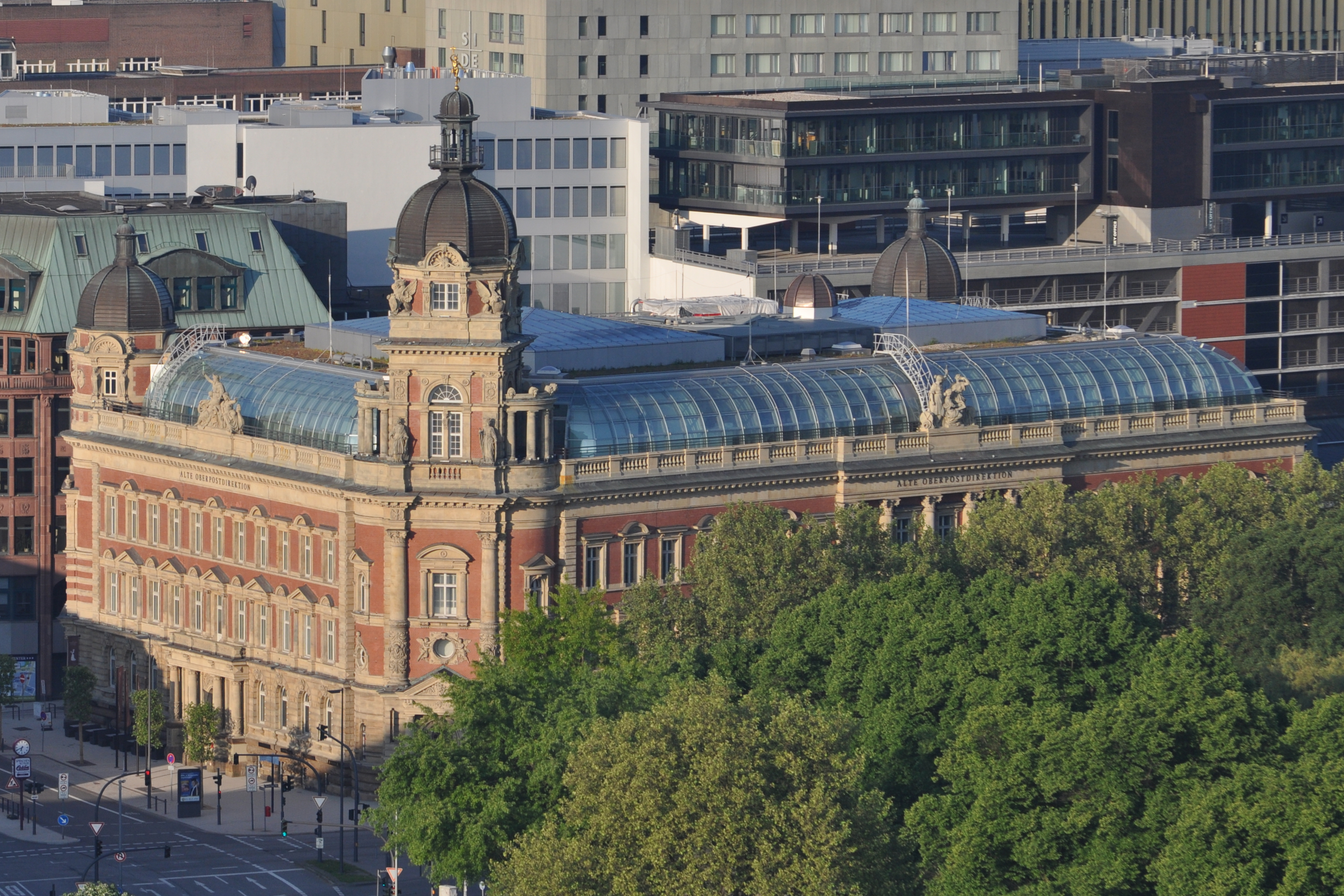
Alte Oberpostdirektion

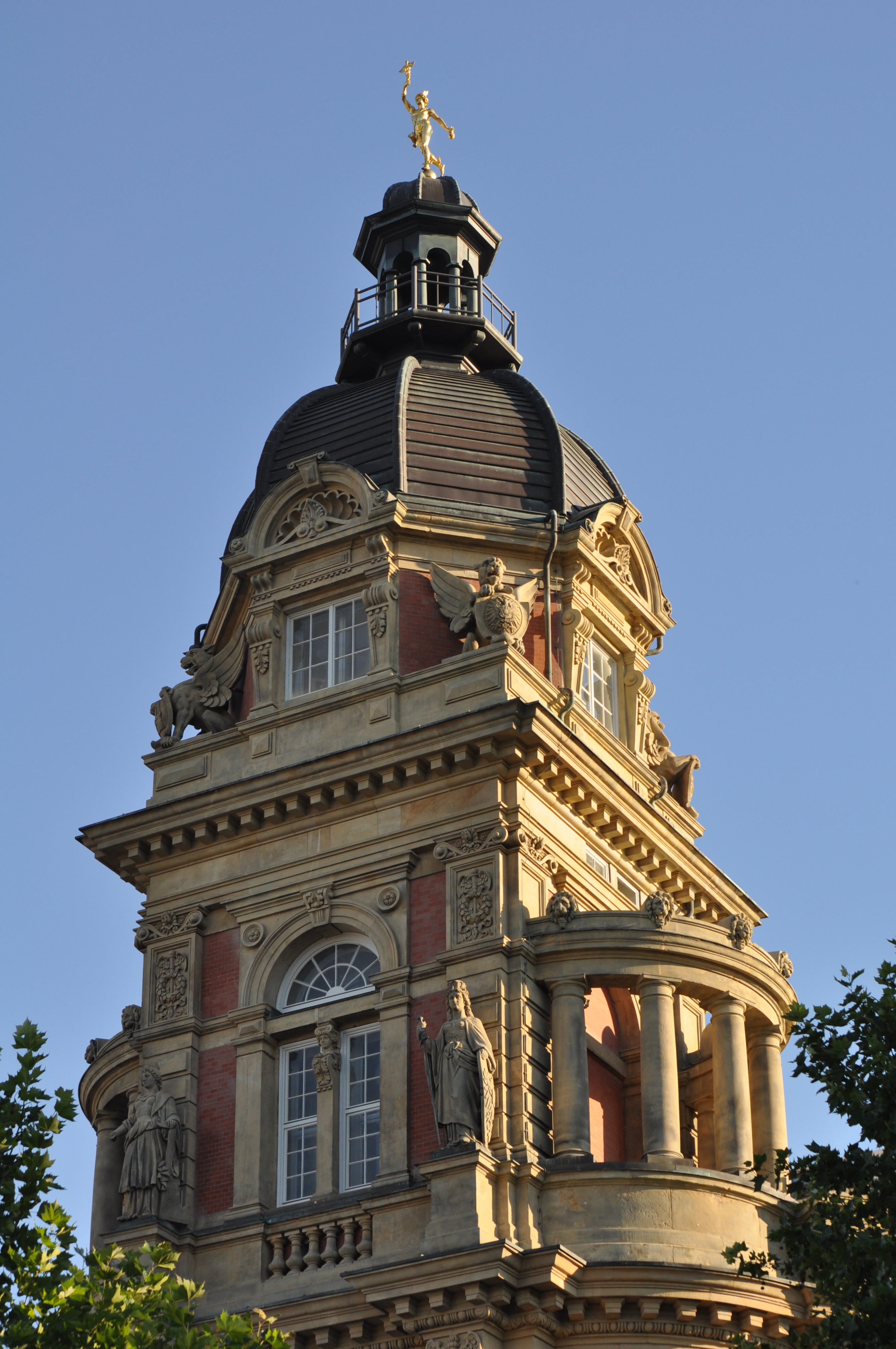
Eckturm mit Statue

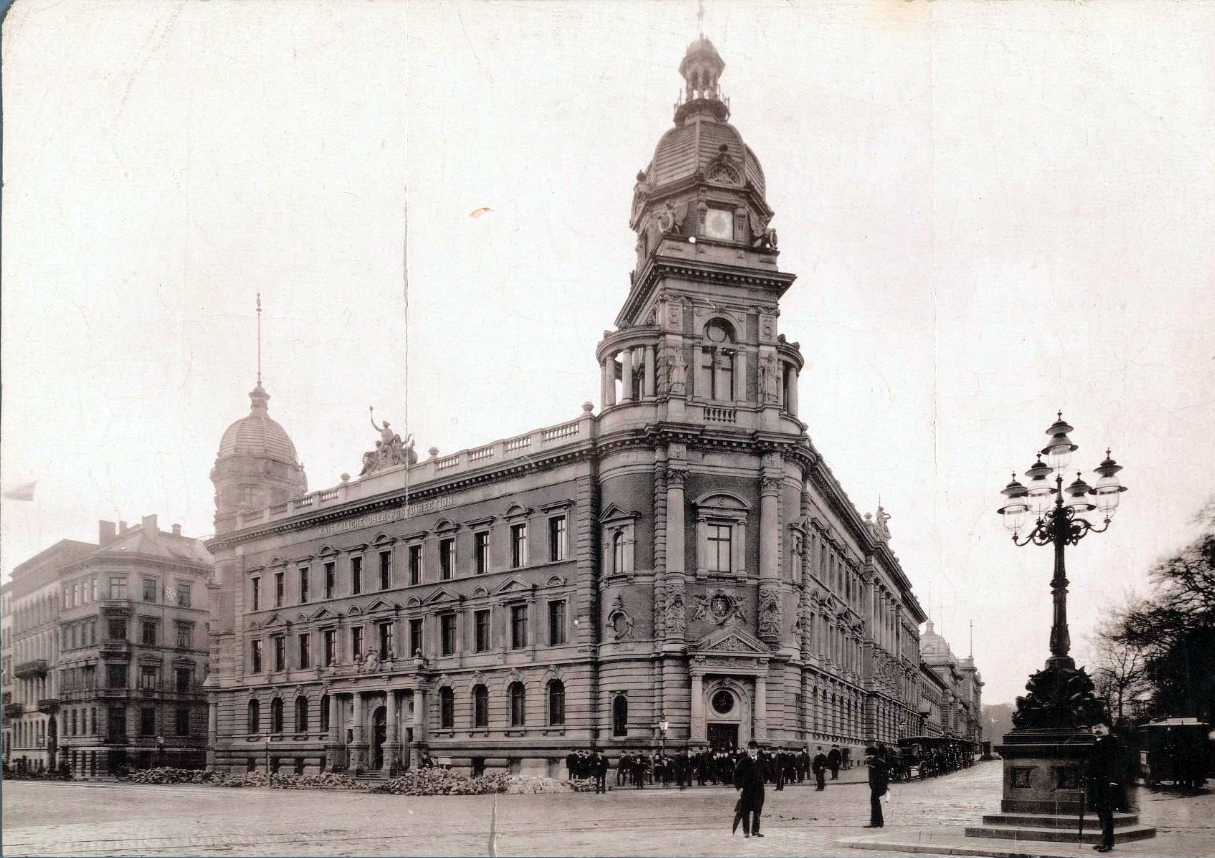
Kaiserliche Oberpostdirektion um 1890

Die Alte Oberpostdirektion in Hamburg wurde 1883–1887 als Dienstgebäude der Oberpostdirektion Hamburg erbaut und steht unter Denkmalschutz. Ab 2011 wurde das Bauwerk saniert und zur Nutzung als Einkaufszentrum und Medizinisches Versorgungszentrum umgebaut.

## Lage und Beschreibung
Der Gebäudekomplex im Stadtteil Hamburg-Neustadt erstreckt sich über eine Länge von 300 Metern zwischen dem Gorch-Fock-Wall, dem Dammtorwall/Stephansplatz, der Dammtorstraße und der Jungiusstraße im Bezirk Hamburg-Mitte.
Es handelt sich um ein dreiteiliges Bauwerk. Das palastartige Hauptgebäude ist im Stil der Neorenaissance verfügt über drei Ecktürme; der erhöhte Turm an der Kreuzung Gorch-Fock-Wall/Dammtorstraße trägt eine goldene Merkurstatue. Da das erste Obergeschoss als Beletage niedrig ist, wirken die Proportionen des Gebäudes gedrückt. Das Bauwerk ist mit mehreren allegorischen Gruppen verziert; die von Engelbert Peiffer gestalteten Skulpturen nehmen Bezug auf das Postwesen, das Telefon und die Telegraphie. Das Gebäude hat vier Etagen und ein später hinzugefügtes Glasdach.
Die zu einem späteren Zeitpunkt errichteten Erweiterungsbauten aus rotem Backstein und Natursteinen setzen den Baustil des Hauptgebäudes in moderner Form fort.

## Geschichte und Nutzung
Das Hauptgebäude wurde von 1883 bis 1887 nach Plänen der Postbauverwaltung im Reichspostamt unter August Kind und Julius Raschdorff, und der Oberbauleitung von Postbaurat Ernst Hake und Baurat Friedrich Ruppel errichtet, die Baukosten betrugen 2,06 Mio. Mark für das Gebäude und 1,75 Mio. Mark für das 8.000 m² große Grundstück. Die Einweihung des Hamburger Postgebäudes am 5. Februar 1887 erfolgte durch Generalpostdirektor Heinrich von Stephan. Die Erweiterung am Gorch-Fock-Wall erfolgte 1898 bis 1901 nach Plänen von Paul Schuppan. Das historisch auch als „Postpalast“ bezeichnete Gebäude wurde 90 Jahre von der Hamburger Oberpostdirektion genutzt.
Die Bauten blieben während beider Weltkriege nahezu unbeschädigt. Nachdem sie für die Zwecke der Post zu klein geworden war, wurden 1978 die Oberpostdirektion und das Paketpostamt in Neubauten in der City Nord bzw. am Kaltenkircher Platz 8/Kaltenkirchener Str. 1 verlegt. Im Gebäude verblieben das Telegrafenamt, das 2009 geschlossene Museum für Kommunikation Hamburg und bis 2000 das Postamt 36.
1995 erwarb Johann Max Böttcher den Komplex, den er später an die Hamburger DWI-Gruppe verkaufte, hinter der der holländische Investor Hendrik de Waal steht. Diese begann 2011 mit der Sanierung und Erweiterung des Gebäudes. Insgesamt wurden 150 Millionen Euro investiert. Das Bauwerk erhielt im Zuge der Baumaßnahmen eine zusätzliche vierte Etage mit Glasdach.
Der Hauptbau der Alten Oberpostdirektion wird seither als Einkaufszentrum und medizinisches Versorgungszentrum genutzt. Im Schuppan-Anbau am Gorch-Fock-Wall 7 sind seit 2018 mehrere Institute und Einrichtungen der Universität Hamburg untergebracht.